# Ullrich & Hallquisth
| Eduard Hallquisth och Fritz Ullrich |  | Eduard Hallquisth och Fritz Ullrich |
| Eduard Hallquisth och Fritz Ullrich |  |                                     |

Ullrich & Hallquisth var en arkitektbyrå i Stockholm, som drevs av Fritz Ullrich och Eduard Hallquisth under åren 1889–1919.

## Ägarna
Eduard Hallquisth (1862–1923) började som murarelev 1876 och var sedan anställd på en byggfirma. 1889 startade han en egen byggnads- och arkitektverksamhet tillsammans med Fritz Ullrich (1860-1917) och denna bedrevs fram till 1919.

## Verksamhet
Arkitektkontoret ritade ett fyrtiotal byggnader företrädesvis i Stockholm, bland andra det tidigare Folkets hus på Barnhusgatan, som hade en USA-påverkad rundbågestil från 1890-talet och ansågs utgöra en exponent för den så kallade borgromantiken.
Några av de mer framträdande byggnaderna från arkitektbyråns ritbord är bostadshuset, Beväringen 6, på adressen Strandvägen 45 i Stockholm, invid Djurgårdsbron, och det så kallade Fylgiahuset på Birger Jarlsgatan 1, båda i den för tiden vanlliga nyrenässansstilen, samt Gamla sparbankshuset i Örebro, en mäktig byggnad i medeltida stil, som breder ut sig över ett helt kvarter.
Arkitektbyrån kom att rita många bankhus, för såväl Riksbanken som enskilda banker. Man ritade även ett stort antal sparbanksbyggnader över hela Sverige, bland annat i Uppsala, Helsingborg, Arvika, Ystad och i Härnösand. Vid Västerlånggatan 22 (fastigheten Eurydice 1) i Stockholm ritade kontoret 1906 en byggnad med utsmyckning i den tidiga Wiensecessionens stil, vars främsta inspiratör var arkitekten Joseph Maria Olbrich.

## Bilder av några verk

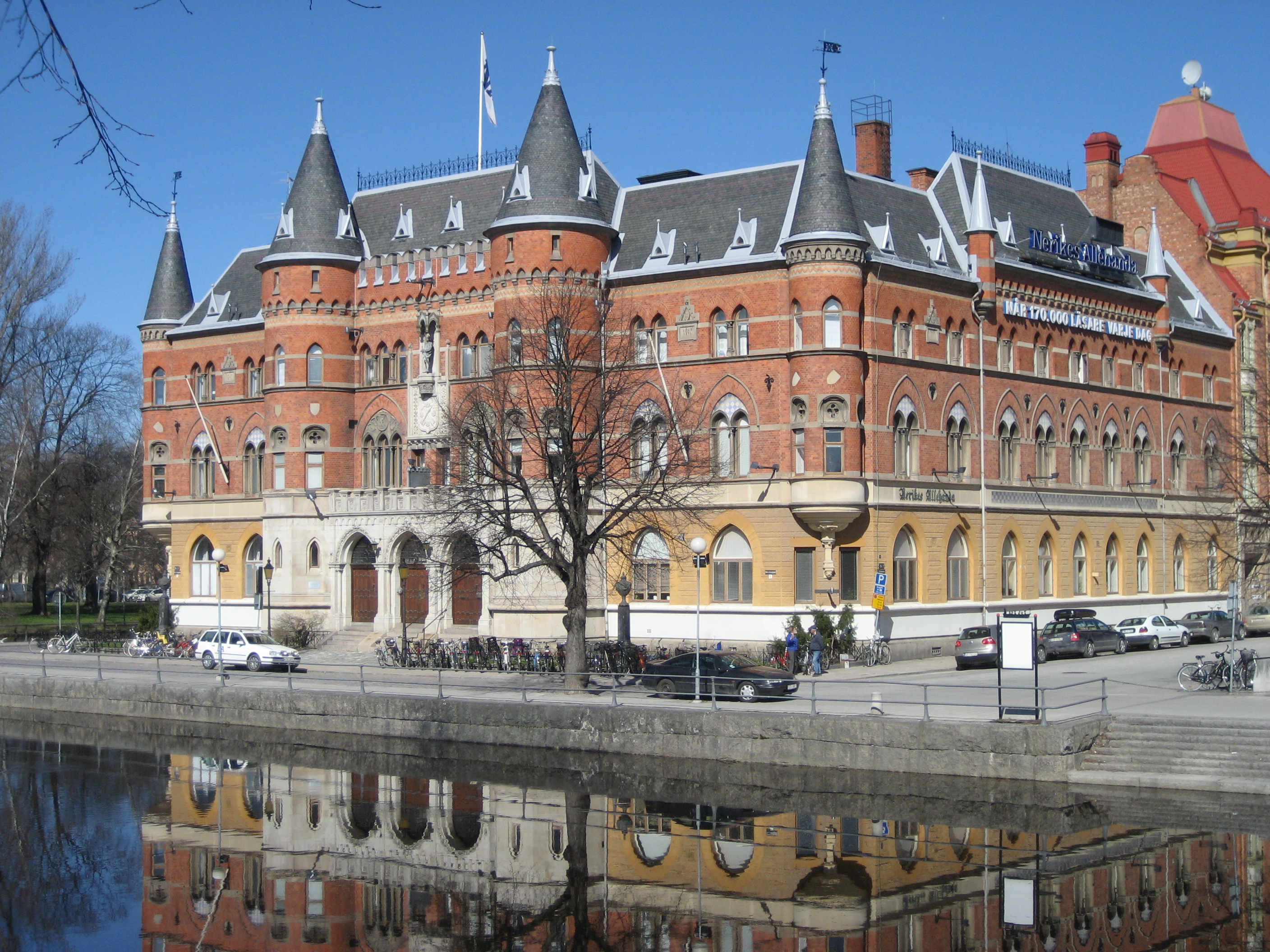
Hotel Borgen, Örebro med Svartån i förgrunden.
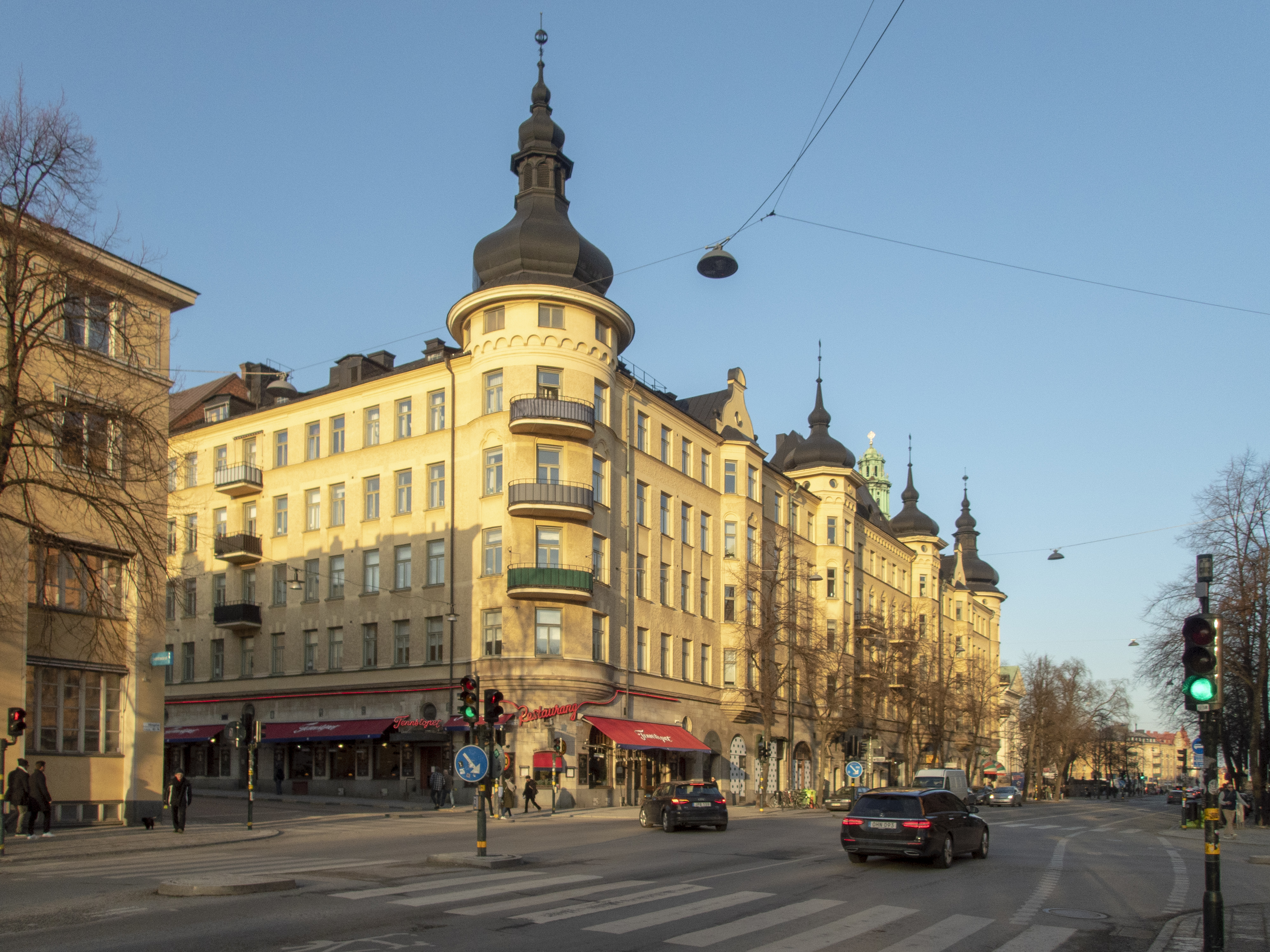
Byggnader i kvarteret Snöcklockan, Odengatan uppförda 1899-1901.
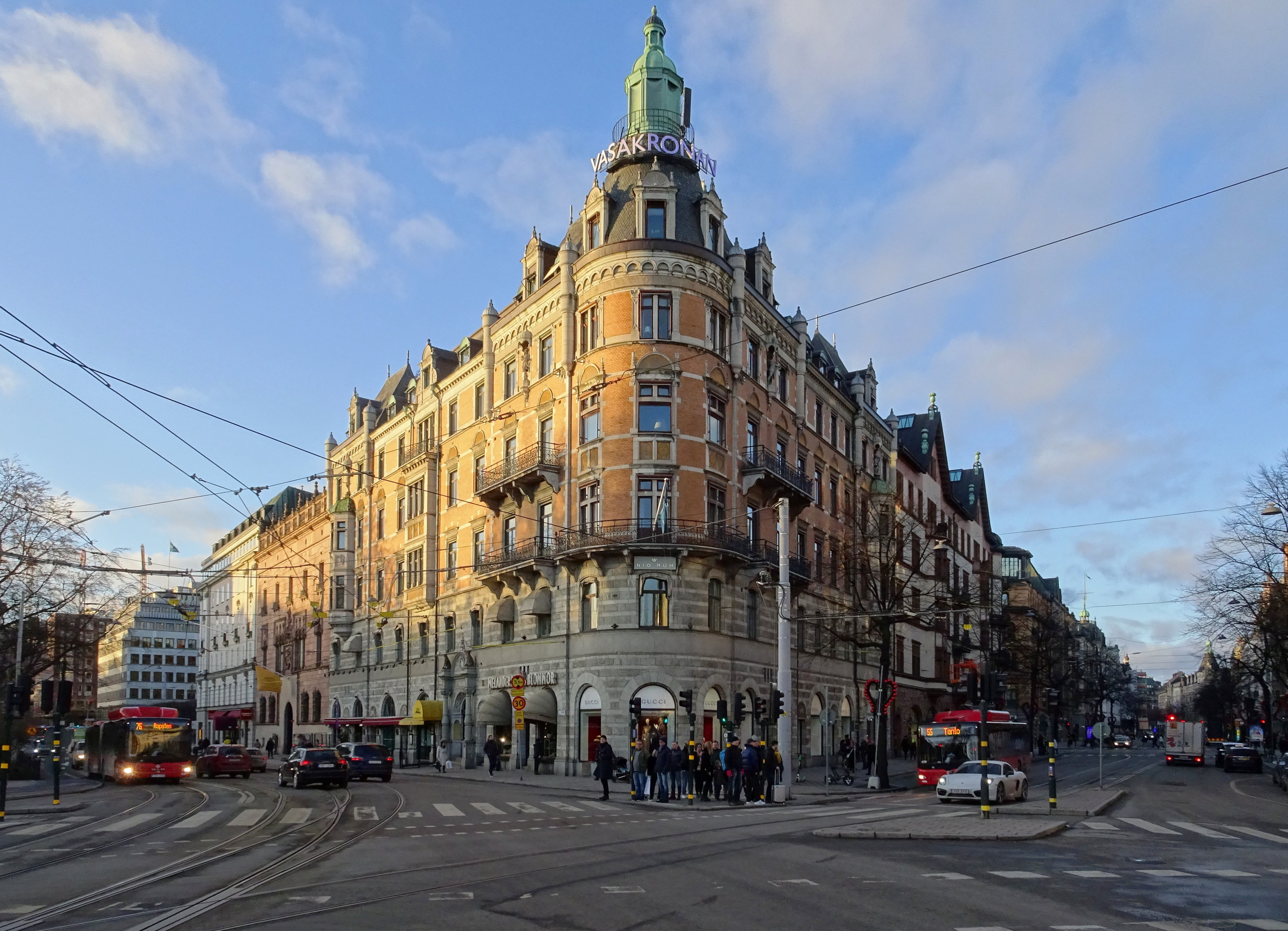
Skravelberget mindre 12, uppfört 1893-1893.
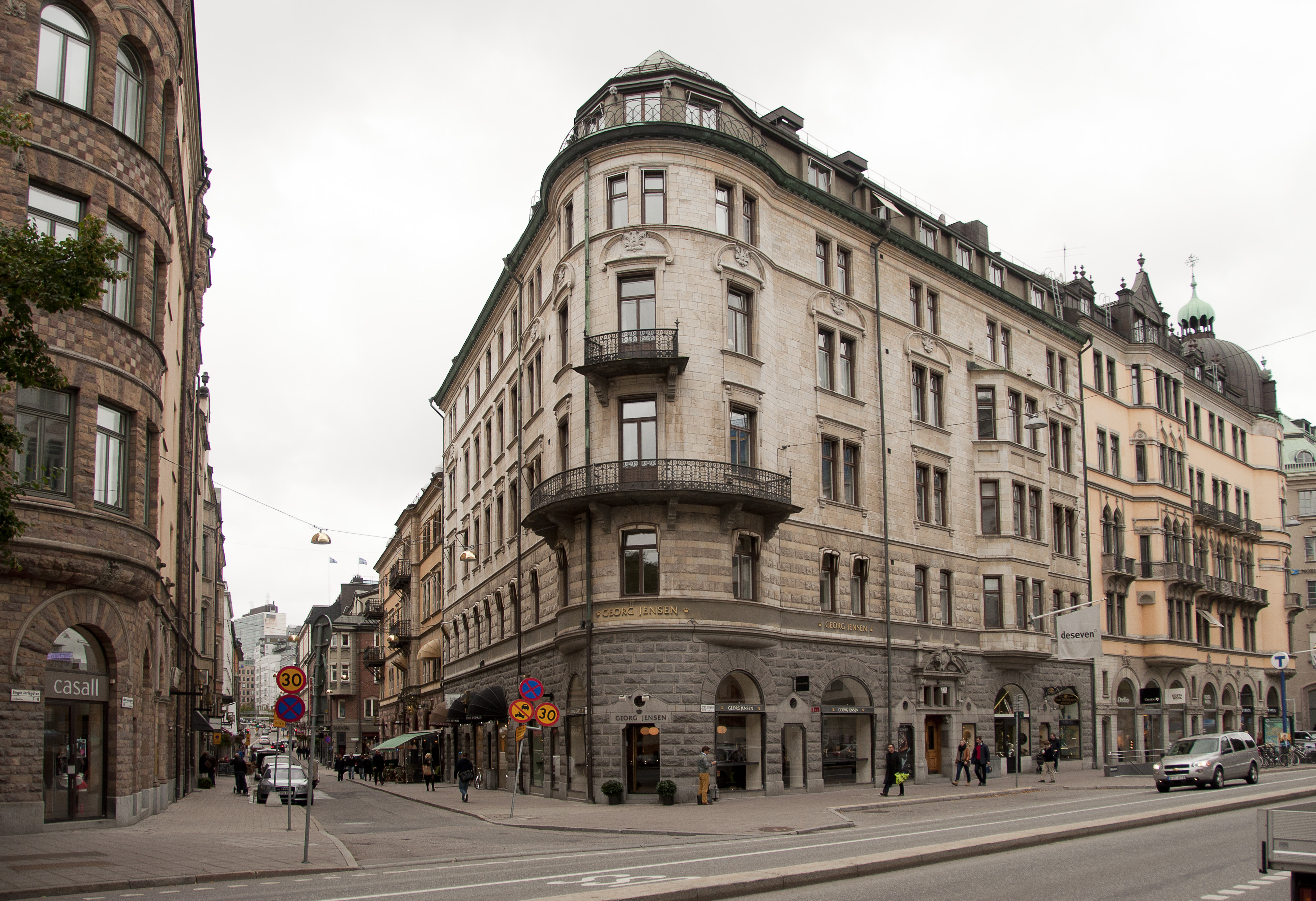
Pumpstocken 10 i Stockholm, uppfört 1896-1898.

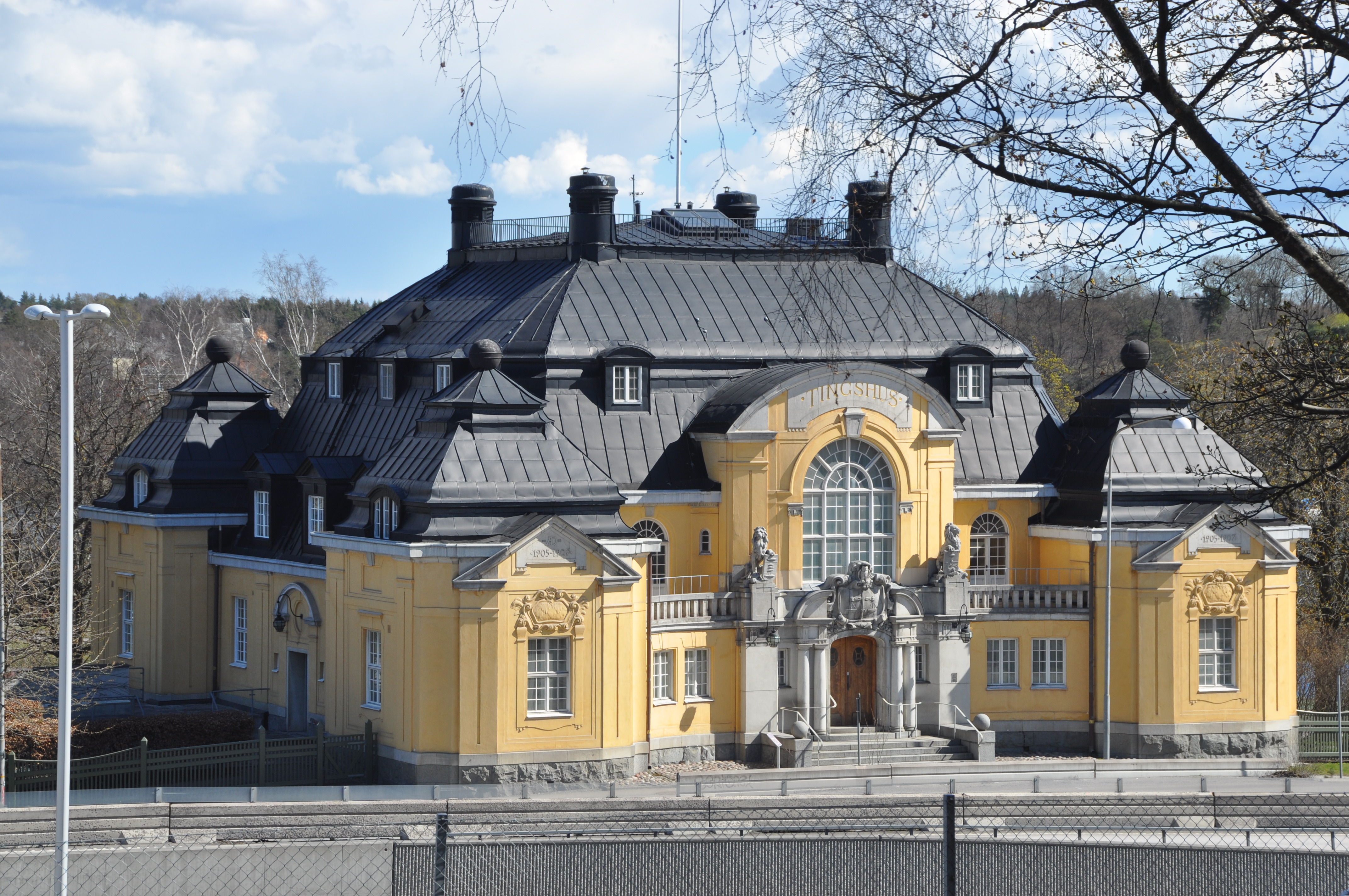
Haga tingshus, uppfört 1907.
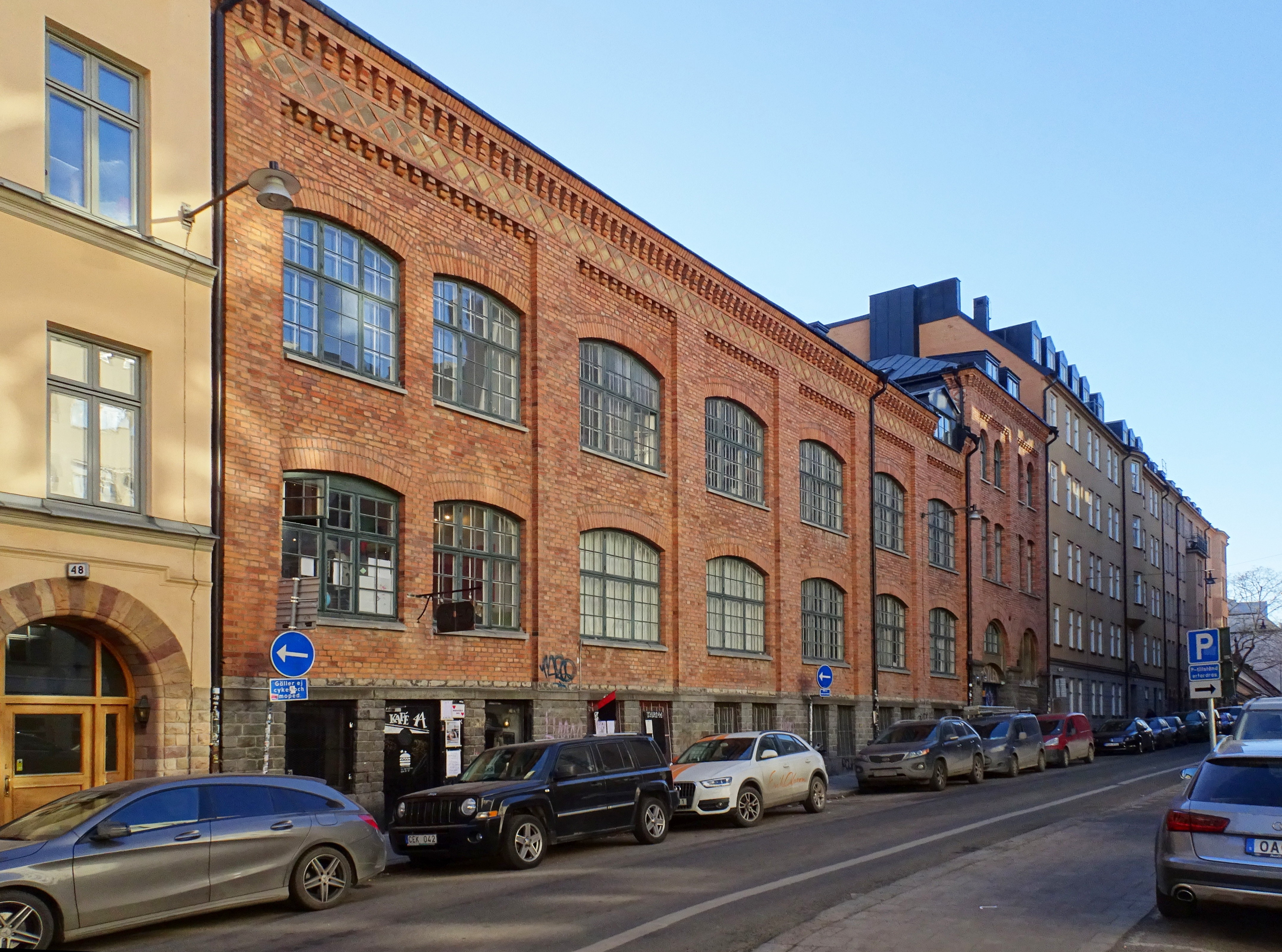
Svenska kapsylfabriken, uppfört 1899-1900.
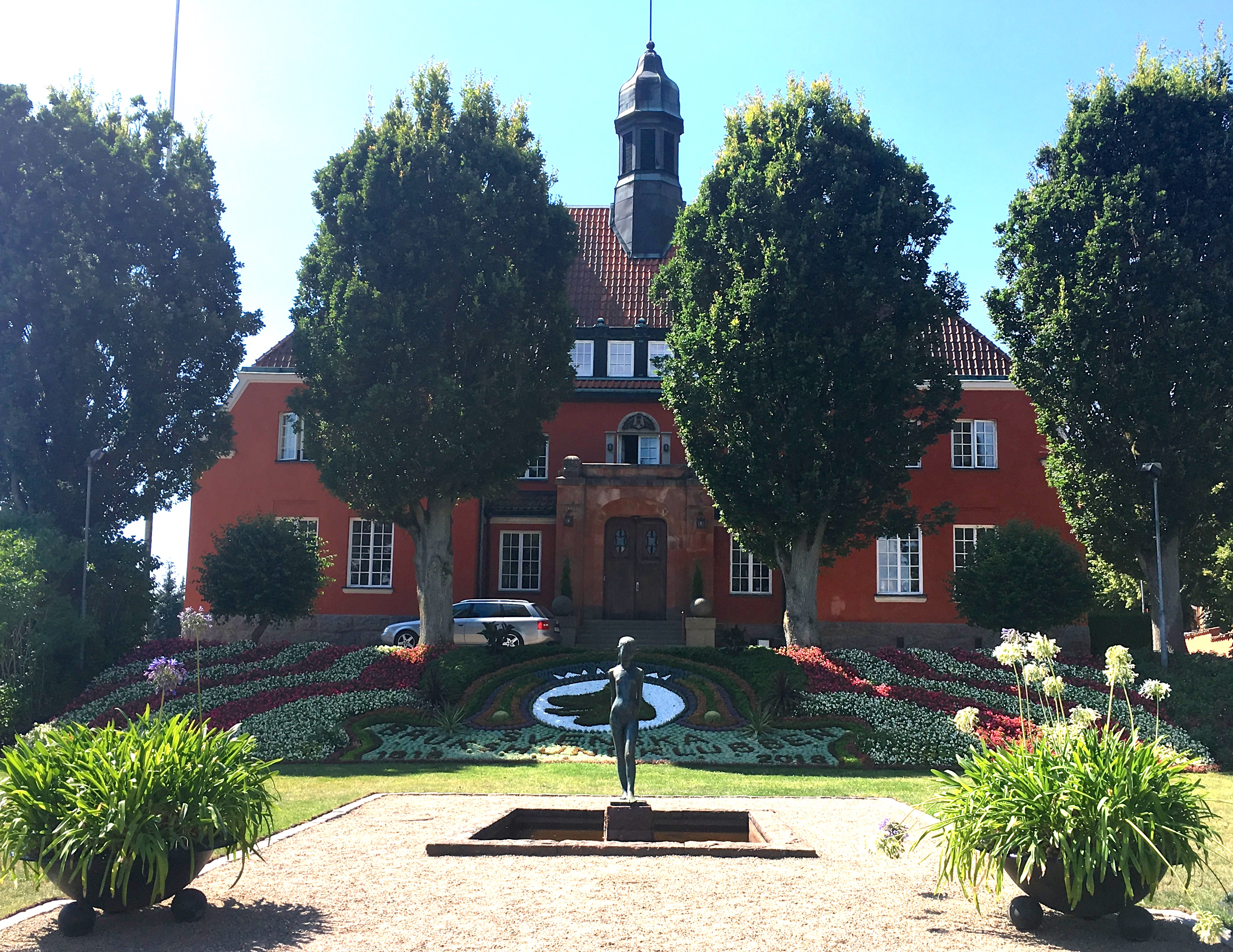
Tingshuset i Ronneby, uppfört 1910.
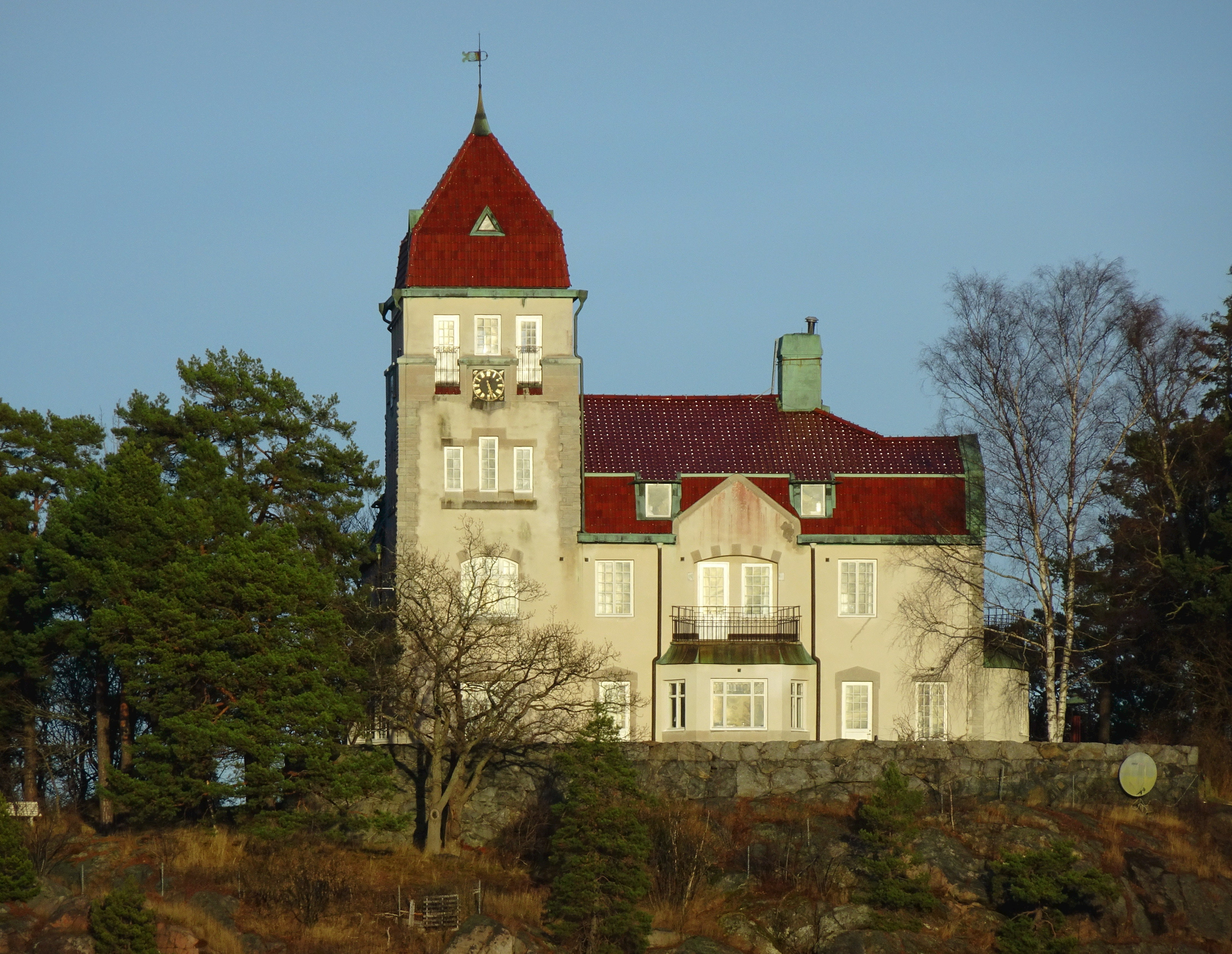
Villa Baggås 1909-1910.

## Verk i urval
- Arvika konsthall
- Hotell Regina
- Haga tingshus

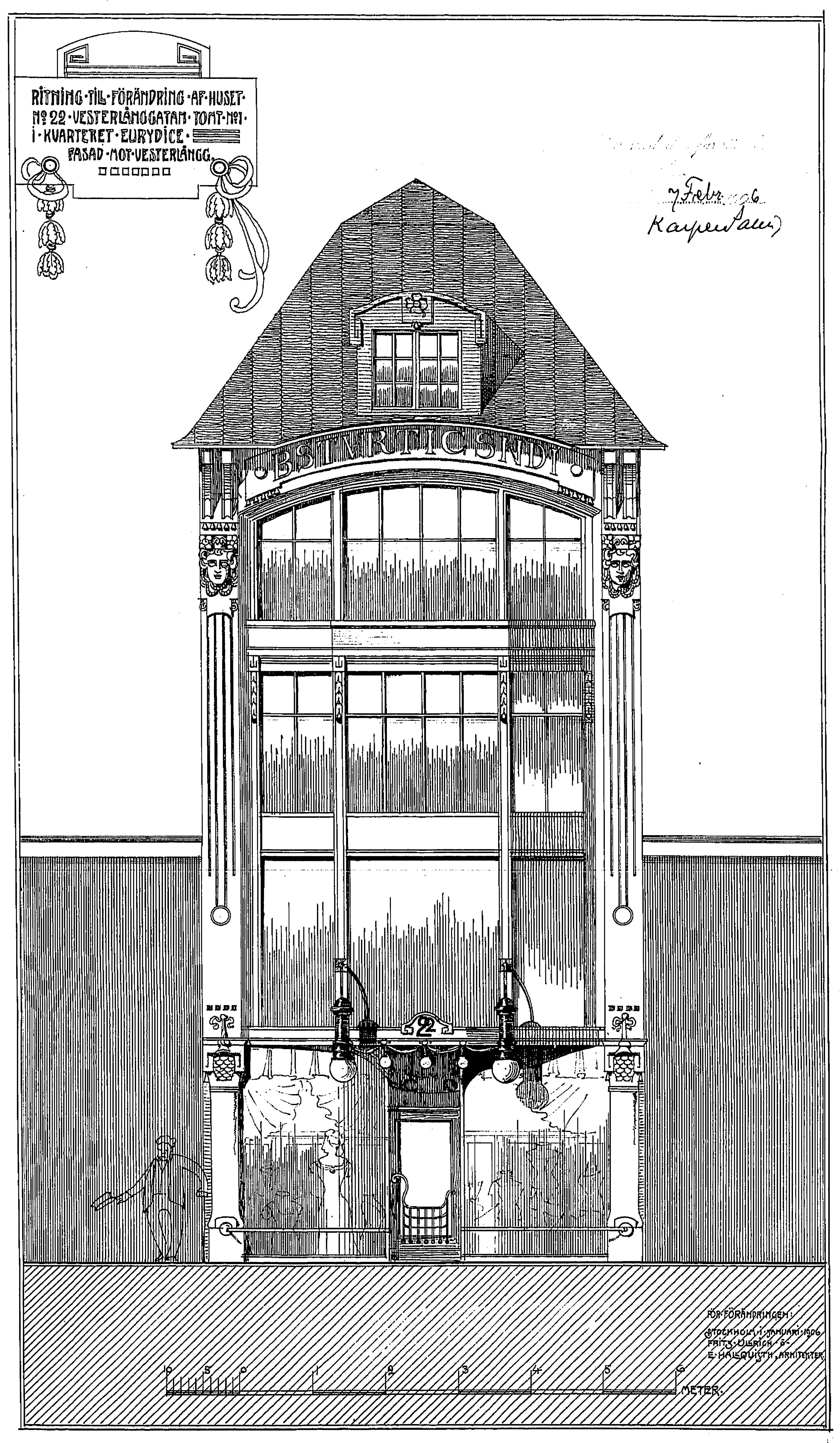
Eurydice 1, Stockholm (sedan 1974 Hotel Lord Nelson)

- Gamla sparbankshuset, nuvarande Hotel Borgen, Örebro
- Sparbankshuset, Nyköping
- Villa Baggås
- Nordstjernans mineralvattenfabrik
- Svenska kapsylfabriken
- Tingshuset, Ronneby
- Eurydice 1, Stockholm (sedan 1974 Hotel Lord Nelson)
- Beväringen 6, Strandvägen 54.
- Skravelberget mindre 12, Hamngatan 2.